# روبرتو دی آسیس موریرا
روبرتو دی آسیس موریرا (به پرتغالی: Roberto de Assis Moreira) بازیکن فوتبال اهل برزیل است. او همچنین برادر رونالدینیو است.